# Théâtre Beanfield
 (décembre 2023).
Si vous disposez d'ouvrages ou d'articles de référence ou si vous connaissez des sites web de qualité traitant du thème abordé ici, merci de compléter l'article en donnant les références utiles à sa vérifiabilité et en les liant à la section « Notes et références ».
 (Octobre 2021).
Le Théâtre Beanfield, est le nom d'emprunt utilisé à des fins commerciales et publicitaires du  Théâtre Corona, située au 2490, rue Notre-Dame Ouest à Montréal, dans le quartier de la Petite Bourgogne, de l'arrondissement Le Sud-Ouest de Montréal.
La salle de spectacle est présentement détenue et opérée par la société  Evenko, membre du groupe des Canadiens de Montréal depuis décembre 2012. Elle présente une programmation musicale variée.
Le théâtre Corona est renommé théâtre Beanfield en juin 2023 à la suite d'un partenariat avec l'entreprise de télécommunication torontoise du même nom.

## Histoire

### Construction et début du théâtre
L'édifice est érigé en 1911-1912 sous le nom de Family Theatrepar les architectes Louis-Joseph Cajetan Dufort (1868-1936) et Louis-Joseph Théophile Décary (1882-1952) pour le compte de la société Duchess Amusement afin d'y présenter des spectacles de théâtre musical, du vaudeville, des vues photographiques animées et du cinéma muet.
Le Family Theatre est vendu en 1923 à la United Amusement Corporation Limited, fondée en 1908 par George Ganetakos. Cette compagnie porte plus tard successivement les noms de Independant Amusement, United Theatres, Cinéma Unis et devient ultimement la branche québécoise de la Famous Players Canadian Corporation. La United Amusement confie en 1923 la rénovation du Family Theatre au décorateur Emmanuel Briffa (1875-1955) assisté par l'architecte Daniel John (D.J.) Crighton (1868-1946). Cette salle de quartier prend le nom de Théâtre Corona.

### La fermeture du Théâtre Corona
De 1955 à 1965, l'activité économique et culturelle des quartiers de Griffintown et de la Petite Bourgogne sont en déclin. Ceci s'explique par l'effet combiné du déclin de l'industrie cinématographique, attribuable à l'arrivée de la télévision, et de la récession économique du quartier causée notamment par l'ouverture de la voie maritime du Saint-Laurent qui suscite l'abandon progressif de la vocation industrielle du Canal de Lachine.
Il se passe un phénomène d'oubli et d'abandon des populations marginalisées dans les anciens faubourgs du Vieux-Montréal tel que présenté dans le documentaire Griffintown réalisé par Michel Régnier de l'ONF en 1972.
Malgré la baisse de fréquentation des salles de cinéma, le Théâtre Corona demeure en fonction jusqu'à son expropriation en 1967 par la Ville de Montréal, dans le cadre de la rénovation urbaine du quartier de la Petite-Bourgogne, dont un projet d'élargissement de la rue Notre-Dame qui n'est finalement jamais réalisé.
Le théâtre est abandonné en 1967. Celui-ci devient un entrepôt et une salle d'exposition de baignoires pour une compagnie de plomberie, qui en a retiré les fauteuils. Par la suite, le Corona est victime d'intrusions répétées et d'un lent pillage de son décor et de ses équipements qui persiste pendant 20 ans.

### Sauvetage du théâtre
Le Théâtre Corona est redécouvert en 1986-1987 par les artistes contemporains Martha Flemming & Lyne Lapointe qui y présentent La Donna Delinquenta, du 16 mai au 7 juin 1987,. Le Numéro hiver 1989 de la revue Protée contient des photos et des textes relatant le spectacle-installation de l'été 1987, La Donna Delinquenta de Martha Flemming et Lyne Lapointe, production des Petites filles aux allumettes au Théâtre Corona. Selon elles, l'abandon des bâtiments publics signifie l'abandon des communautés qui les entourent. Suivant cet événement culturel, les démarches de Flemming et Lapointe convainquent la Ville de Montréal de prendre les moyens de protéger et réhabiliter ce lieu. Le projet novateur de prise en charge du projet de réouverture permanente soumis par Flemming et Lapointe n'est cependant pas retenu par la Ville de Montréal qui lui préfère une approche immobilière et culturelle plus conventionnelle.
À la suite des démarches de Martha Flemming & Lyne Lapointe, l'édifice du Théâtre Corona est cédé en 1989 par la Ville de Montréal à la Société immobilière du patrimoine architectural de Montréal (SIMPA) qui reçoit le mandat d'en assurer la sauvegarde et le redéveloppement à des fins culturelles. La propriété immobilière du 2496 rue Notre-Dame Ouest, adjacente au côté ouest du Théâtre Corona, est acquise du même coup par la SIMPA en prévision des besoins d'espace requis pour la mise en conformité et la programmation fonctionnelle du théâtre. Des travaux d'urgence afin de sécuriser l'édifice et d'arrêter sa dégradation sont réalisés dès le printemps 1989, et un appel d'offres est lancé en août 1989 auprès des entreprises culturelles montréalaises en vue de l'occupation du théâtre.
Ce premier appel d'offres rencontre un échec en raison des possibilités scénographiques de l'édifice trop limitées pour les compagnies qui ne sont de toute façon pas intéressées. Par ailleurs, les importantes contraintes réglementaires et administratives imposées par quatorze services municipaux découragent les rares intéressés. Le nombre et l'importance des contraintes imposées par les services municipaux aux éventuels repreneurs compromettent tout projet de relance du Théâtre Corona.

### Relance du projet 1990-1995
En avril 1990, une nouvelle orientation est prise tandis que le dossier est confié à la Direction des projets spéciaux de la SIMPA. La SIMPA et la Commission d'initiative et de développement culturel (CIDEC), créée par la ville de Montréal en 1987 et remplacée en 1993 par le Service de la culture. Les chargés de projet Richard Adam de la CIDEC et Gérald McNichols Tétreault, de la SIMPA prennent acte de l'échec de l'appel de proposition de 1989 et s'engagent alors dans l'analyse du contexte culturel et économique dans lequel s'inscrit le Théâtre Corona :
- les besoins culturels, sociaux et économiques de l'Arrondissement Sud-ouest;
- les besoins de la production et de la diffusion des spectacles à Montréal;
- la valeur, ainsi que le potentiel patrimonial et architectural du site;
- les juridictions et attentes des services municipaux;
- le conditions de la faisabilité du projet.

À l'initiative de la SIMPA, le 12 novembre 1990, les 14 directeurs des services municipaux, accompagnés de leurs chargés de projet affectés au dossier du Corona, sont conviés à une visite et une conférence tenues dans le théâtre abandonné qui a été nettoyé et illuminé en couleurs pour l'occasion. Un déjeuner pour une quarantaine de personnes est servi au parterre de la salle devant la fosse d'orchestre, et les projecteurs éclairent en couleur les murs, illuminent aussi les traiteurs en toque et tablier, les nappes blanches des tables placées en carré et le spectaculaire rideau de scène d'Emmanuel Briffa qui a été abaissé pour l'occasion. Le spectacle impressionne. Ce lieu, dont l'avenir se jouait à ce moment avait besoin d'éclat pour séduire ces dirigeants et gestionnaires bien occupés ailleurs.
Trois représentants de la SIMPA, le Directeur général Clément Demers, le Directeur des projets spéciaux Hugues Desrosiers et le chargé de projet Gérald McNichols Tétreault, présentent respectivement l'histoire du Corona, son potentiel de réhabilitation et exposent comment chacun des 14 services municipaux impose des contraintes bureaucratiques qui rendent impossible le sauvetage du Théâtre Corona et la réalisation du mandat confié à la SIMPA. La parole est ensuite donnée à chaque directeur de service qui se retrouve dans une situation quelque peu gênante.
La Directrice générale de la CIDEC, Madame Jeanine Beaulieu, qui est la dernière à prendre la parole, fait part de son indignation devant l'insensibilité d'une intervention précédente ne proposant rien de moins que la démolition pure et simple de ce lieu représentatif de la misère culturelle et matérielle des anciens quartiers populaires et proposant son remplacement par un édifice tout neuf. La directrice du Service de la culture répond en proclamant qu'elle donne l'appui de son service à la démarche de réhabilitation proposée par la SIMPA et suggère que chacun des 14 services municipaux concernés délègue un représentant pour constituer un groupe de travail interservices chargé de résoudre les contraintes imposées par chacun d'eux en vue de rendre possible le projet. Cette démarche est accompagnée de la réalisation d'une étude servant à établir les conditions de faisabilité matérielle et financière du projet de réhabilitation.
Cette première étape de l'étude de faisabilité conduite par la SIMPA réuni :
- Gérald McNichols Tétreault, b. Arch., chargé de projet, (SIMPA)
- Richard Adam, agent de développement culturel (CIDEC)
- l'architecte Dino Barbarese de l'agence Saia et Barbarese
- le scénographe Luc Plamondon de l'agence TRIZART
- Madame Jeannette Laquerre de l'agence TINTAM'ART
- Randy Cohen, architecte de l'Atelier BIG CITY

À cette étape, plusieurs options immobilières sont considérées telles que la construction d'un complexe regroupant des organismes ou entreprises culturelles autour du Corona. Le 2 décembre 1991, le planificateur Gilles Cardinal de Synergik suggère de proposer un modèle de développement qui permettra d'étudier et de chiffrer les différentes options d'aménagement de la salle, d'établir les investissements admissibles au mandat de la SIMPA, d'établir le potentiel de développement immobilier et d'aménagement de la salle et d'établir les coûts des différentes options. Ces informations permettraient d'établir les revenus nécessaires à l'amortissement de l'investissement éventuel.
Le 8 janvier 1992, une rencontre entre les architectes et le représentant du Service du développement et de l'habitation urbaine permet de résoudre les contraintes d'aménagement relatives à la réhabilitation de la salle et au développement d'un complexe culturel sur les terrains adjacents. Une nouvelle rencontre est tenue le 16 janvier afin d'explorer la possibilité d'inclure une composante d'habitation et résidences d'artistes derrière le théâtre à l'intersection des rues Charlevoix et Duvernay.
En conclusion de cette première étape, les architectes Saïa et Barbarese présentent la programmation détaillée des besoins encourus pour la réhabilitation du Corona. Trois possibilités d'aménagement correspondant aux intentions exprimées par les entreprises consultées sont explorées :
- OPTION A: salle de 1100 places : 583 places au parterre et 504 places au balcon.
- OPTION B: cabaret de 610 places : 312 places au parterre et 282 places au balcon.
- OPTION C: arrangement mixte : cabaret de 312 places au parterre et 504 places standard au balcon

Les aménagements scénographiques et équipements connexes sont aussi énumérés. Le potentiel de développement immobilier autour du théâtre est aussi envisagé.

### Orientation patrimoniale retenue pour la réhabilitation de l'édifice
Se référant aux avancées de la recherche sur la conservation et la restauration du patrimoine, ayant mené une série de consultations dans le quartier, dans le milieu du patrimoine et dans le milieu des spectacles et après avoir établi un dialogue avec les artistes Martha Flemming et Lyne Lapointe, la SIMPA considère que tout travail de restauration qui viserait à remettre le bâtiment dans son état original ou idéal, occasionnerait une perte de sens considérable, voire la constitution anachronique d'un faux et la négation du passage du temps. Le parti adopté visera le respect de l'état significatif de dégradation actuel, la conservation des traces laissées par le temps et le passage des générations. Ce choix remet en question les attitudes alors courantes privilégiant la remise à l'état original.

### Sélection d'un opérateur
Une rencontre avec des entreprises culturelles intéressées à prendre en charge le théâtre Corona est tenue le 9 octobre 1991. Outre les consultants, et les représentants de la SIMPA et de la CIDEC, les participants invités proviennent de groupes intéressés au projet du Théâtre Corona, tels que la Société des salles historiques de Montréal (Janet McKinnon), le Groupe Mot-Tel (Stephan Brunet, Lucio Tomaro, Robert Telaro), R.P.M. Design (Martin Roloff, Carlo Peruch), L'Association culturelle Georges Vanier (Jean Gilbert), et la Maison de la culture Marie-Uguay (Martin-Philippe Côté).
Entre-temps, Monsieur Robert Vinet de la société Gestion RVA et fondateur de GSI Musique, qui a visité le Corona en compagnie de Madame Diane Dufresne, manifeste son intérêt pour l'acquisition et l'opération du Théâtre Corona.
De même, Monsieur Jean Pilote de la société Productions Guy Cloutier qui réalise le projet de réhabilitation du Théâtre Capitole de Québec se dit intéressé par l'acquisition et l'opération du Théâtre Corona. Il rencontre les architectes de Saïa Barbarese le 26 novembre 1991.
Puisque les opérateurs, producteurs et acquéreurs potentiels interviewés au cours la première étape avaient des visions très différentes de l'aménagement du Corona, il a semblé à la SIMPA qu'il était préférable de procéder à la sélection d'un opérateur avant de poursuivre les prochaines étapes de l'étude de faisabilité. Les mandats des architectes Dino Barbarese (Saïa Barbarese), de la conseillère culturelle Jeannette Laquerre (Tintam'art), et du consultant en scénographie Luc Plamondon (TRIZART) ont donc été renouvelés afin qu'ils participent à la procédure de sélection menée par la SIMPA.
Les consultants ont préparé le document d'appel de propositions en conformité avec les préoccupations de la SIMPA. L'appel d'offres sur invitation a été lancé le 28 février 1992 auprès de 8 organismes ayant manifesté leur intérêt pour le projet. Quatre addendas ont été émis au cours de l'appel d'offres de façon à répondre à des questions des participants. L'addendum n°3 a repoussé la date limite pour la présentation des propositions au 26 mars 1992.
Au terme de l'appel de proposition, la SIMPA avait reçu deux propositions, l'une de la Société Gestion Sin, Image Inc. et l'autre de la Compagnie du Théâtre Corona Inc. L'Équipe des consultants a remis son analyse des propositions le 30 mars 1992. Cette analyse conclut que la proposition soumise par la compagnie Gestion Son, Image Inc. est apparue supérieurs sur plusieurs points, notamment quant à l'expérience pertinente du participant, au projet artistique et à l'ouverture et à l'impact sur le quartier. Les propositions ont aussi été analysées par la CIDEC.

### Étude de faisabilité - (1992-1994)
À ce stade, le SMPA doit accompagner la réalisation du projet de réhabilitation du Théâtre Corona par Gestion Son, Image Inc. qui a été sélectionnée au terme des étapes précédentes. Les étapes à franchir sont les suivantes :
- développement du projet artistique: Madame Diane Dufresne entreprend l'élaboration de la programmation artistique
- implication du quartier : la SIMPA met sur pied un processus de consultation afin de favoriser la participation des organismes et du public de l'arrondissement Sud-Ouest
- développement du modèle immobilier : le projet élaboré prévoit d'inclure un restaurant et des bureaux ou studios reliés aux activités de production ; il est prévu d'acquérir les propriétés adjacentes au Corona détenues par la Plomberie Noiseux et par la Ville.
- établissement de la programmation architecturale: la SIMPA renouvelle les mandats des Architectes Saïa et Barbarese et Trizart et accorde à l'agence Atelier Big City le développement d'un concept de restaurant qui serait situé sur le flanc ouest du Corona.
  - mise en conformité de l'édifice en réponse aux normes de sécurité contemporaines
  - application des objectifs de conservation du patrimoine architectural (énoncé de principes)
  - remise en état des systèmes électromécaniques
  - intégration des équipements requis pour l'accueil du public (vestiaire, toilettes, billetterie, etc.)
  - équipement scénographique (fauteuils, équipements de scène et d'éclairage, régie, quais de livraison, loges d'artistes etc.)

- montage du financement public et privé: démarches auprès des institutions gouvernementales. En ce qui concerne le financement privé, les investisseurs ne comptent pas investir dans le projet avant que le financement public ait été accordé. Le maire Jean Doré qui est venu visiter le Corona s'engage à appuyer le projet mais reste muet sur la question du financement. La Ministre de la culture, Madame Liza Frulla, lors d'une visite au Théâtre Corona en compagnie de Madame Diane Dufresne, explique que le Ministère n'entend pas financer la production artistique de ce projet qui devra reposer sur les producteurs privés. La Ministre dit craindre que le financement des infrastructures par le Ministère de la culture n'entraîne par la suite des demandes d'aide à l'exploitation artistique de la salle, ce qu'elle ne souhaite pas instituer.

- L'adoption d'un programme de développement urbain par la ville est retardée par l'absence d'un projet concret de la part de gestion Son, Image Inc. qui n'a pas réuni à ce moment le financement requis pour l'acquisition du site et la réalisation du projet immobilier.

### Changement d'administration municipale - 6 novembre 1994
Le 6 novembre 1994, Pierre Bourque, ex-directeur du Jardin botanique de Montréal qui avait tenu tête à l'Administration Doré alors qu'il en avait été écarté, est élu maire de la Ville de Montréal et prend le pouvoir avec son parti Vision Montréal qui détient la majorité des sièges au Conseil municipal. Dans les semaines suivant l'élection de l'Administration Bourque, la situation semble alors critique pour le projet de réhabilitation du Théâtre Corona qui ne figure pas dans le programme du parti Vision Montréal. Le maire nouvellement élu est cependant populaire et affirme vouloir encourager l'innovation. Comme plus rien ne bouge dans le dossier du Corona faute de financement public, il faut reprendre le travail de sensibilisation auprès de la nouvelle administration municipale. Cette fois, c'est Diane Dufresne elle-même qui prend les choses en main et démontre sa capacité à diriger son théâtre.

### Visite de Pierre Bourque - 15 janvier 1995
« LE CORONA REVIT : (…) Diane Dufresne, son producteur Robert Vinet, (…) Gérald McNichols Tétreault et les autres amis du Corona ont invité leur nouveau maire, Pierre Bourque, à redécouvrir ce lieu magique aujourd'hui pour finalement décider de faire une journée porte ouverte une fenêtre improvisée de l'événement. (…) Contrairement au Monument National ou à l'Outremont, le Corona ne sera pas restauré, ni transformé à coup de millions ; on veut juste qu'il soit utilisable et il n'est pas question d'endetter le théâtre ! Le Corona subira une éhabilitation progressive pour le rendre fonctionnel, opérationnel comme lieu de création. (…),. »

Une invitation est envoyée par Diane Dufresne au Maire Bourque pour une visite du Théâtre Corona fixée au 15 janvier 1995. Contrairement aux visites précédentes de maires et de ministres, on ne se contentera pas de montrer le magnifique décor illuminé de couleurs : le maire Bourque et le public auront droit à un spectacle unique, démonstration de ce que serait le Corona sous la direction de Diane Dufresne. Le tout dans un lieu abandonné et interdit d'accès au public, sans eau, sans système de chauffage, sans électricité et sans issues de secours. Et voilà ce qu'est la magie selon Diane Dufresne : ce jour-là, un 15 janvier la température extérieure monte à 18 degrés Celsius. Un camion d'incendie stationné en permanence devant le Corona assure la sécurité du public le jour de l'événement. Diane Dufresne a fait appel à son réseau d'amis fidèles qui vont monter un spectacle inédit comme jamais le Corona n'en a connu depuis les années du vaudeville, des comédies musicales et du cinéma muet : les candélabres à la chandelle tiennent lieu de feux de  scène. André Gagnon qui a transporté un piano à queue sur la scène du Corona, accompagne Diane Dufresne qui ouvre le spectacle avec Cendrillon et ensuite Renée Claude (1939-2020) chante Nelligan devant les 400 personnes assistant au spectacle, parmi lesquelles figurent Guy Mauffette (1915-2005), Louise Latraverse, Raymond Lévesque, Françoise et Sophie Faucher et Richard Séguin. Suit une lecture de Kim Yaroshevskaya (ex-interprète de la poupée Fanfreluche). L'ingénieur en structures Jacques Chartrand (de Nicolet Chartrand Knoll) a lui-même assuré les poutres surmontant la scène à 60 pieds auxquelles s'accroche l'acrobate Jano Painchaud du Cirque Éloïse. On entend ensuite les percussions de Christian Lague tandis que le groupe Gumboot (danse) clôt le spectacle avant que le maire Pierre Bourque prenne publiquement la parole. Ce dernier engage ensuite une discussion privée avec Diane Dufresne et Robert Vinet, le président de Gestion Son, Image Inc. Le lendemain, le journal Le Devoir titre : "Diane Dufresne veut faire revivre le théâtre Corona". Le Journal de Montréal : "Le théâtre Corona revivra" et La presse : "LE CORONA REVIVRA : La Diva parvient à arracher une promesse au maire Pierre Bourque",.

### Dissolution de la SIMPA - Juin 1995
En juin 1995, l'Administration Bourque annonce la fusion des trois sociétés paramunicipales : la Société d'habitation et de développement de Montréal (SHDM), la Société de développement industriel de Montréal (SODIM) et la Société du patrimoine architectural de Montréal (SIMPA) sont progressivement regroupées dans une seule société paramunicipale généraliste : la Société de développement de Montréal, (SDM). Dans le cours de cette opération de fusion qui s'étire sur quelques mois, l'expertise en patrimoine de la SIMPA est entièrement dissoute et la nouvelle Société de Développement de Montréal ne compte plus d'expert en conservation et restauration du patrimoine. Elle n'en demeure pas moins propriétaire du Théâtre Corona dont le projet n'avance plus. Le chargé de projet de la SIMPA, spécialiste du patrimoine, qui avait mené le dossier de réhabilitation du Théâtre Corona depuis 1990, est délégué en juin 1995 afin de diriger le projet de réhabilitation du marché Bonsecours.

### Pillage au Corona - Automne 1995
À la suite du tournage d'une émission télévisée enregistrée un vendredi de l'automne 1995 au Théâtre Corona, une porte d'accès est demeurée ouverte et le théâtre est gravement pillé durant un week-end complet. Le guichet du hall d'entrée qui date de 1910 a littéralement été arraché du mur et emporté. Il sera retrouvé quelques jours plus tard en vente dans la vitrine d'un magasin de la rue Notre-Dame. Le rideau de scène, œuvre de 10m x 10m peinte par Emanuel Briffa et restaurée deux ans plus tôt par Anita Henri  sous la responsabilité de Brigitte Bilodeau de la SIMPA et qui était toujours dans son enveloppe protectrice en attendant la réouverture du théâtre, est descendu, arraché de son cintre et tailladé, les pillards s'enfuyant avec la figure centrale en abandonnant les franges sur la scène.

### Démolition de la façade - Printemps 1996
Au cours de l'année 1996, lorsque la SDM reçoit un avis des pompiers soulignant le danger que représente la façade de l'édifice, tout comme la SIMPA recevait de tels avis annuellement, plutôt que de suivre la pratique instituée cinq ans plutôt par la SIMPA et consistant à faire inspecter et appliquer les ajustements requis (une ferme de protection ajustable était déjà en place sur la façade pour la retenir), la SDM dépourvue d'expertise en patrimoine, prend la décision brutale de faire démolir les trois étages supérieurs du mur porteur de la façade, qui est provisoirement remplacée par une barricade de contreplaquée soutenue par de simples colombages, un dommage qui causera dans l'avenir plus de 400 000 $ de travaux supplémentaires pour sa reconstruction. Amputé de sa façade et victime de pillage l'année précédente, l'édifice se trouve dès lors, dans une situation précaire. C'est alors que la SDM qui songe à la démolition, offre à la Compagnie Gestion Son Image Inc. une dernière chance d'acquérir l'édifice.

### Le projet de la dernière chance - Automne 1997
La Ville et le Ministère de la Culture mettent à la disposition du futur propriétaire la somme de 1 million de dollars provenant de l'entente conjointe sur la mise en valeur du patrimoine montréalais. Avec ce budget, le nouveau propriétaire devra réhabiliter la salle de spectacle et restaurer la façade à son état original, c'est une condition imposée puisque la façade historique contribuait à 50% de la valeur patrimoniale de la salle et que les pierres de terracotta vernissées décoratives qui ornaient la façade de brique ont été recueillies au moment de la démolition et gisent au parterre du Théâtre. Les coûts d'aménagement excédentaires devront être assumés par le nouveau propriétaire qui doit être une société à but non lucratif pour être éligible à l'aide financière proposée. La Compagnie Gestion Son, Image Inc., a alors en mains deux scénarios architecturaux, l'un estimé à environ 10 millions de dollars et l'autre à environ 3 millions de dollars. Aucun de ces deux scénarios ne peut être satisfait par le budget disponible de 1 million de dollars.
Entre-temps, Diane Dufresne qui avait envisagé d'assurer la direction artistique du Corona s'est engagée dans la réalisation d'un autre projet et l'ex-chargé de projet de la SIMPA, Gérald McNichols Tétreault, qui avait accompagné les premières phases de développement du projet de 1990 à 1995, a terminé en septembre 2016 son mandat à la direction du Marché Bonsecours et, après un séjour en Europe, a ouvert en 1997 sa propre agence spécialisée dans le design urbain et le patrimoine. C'est à ce dernier, ainsi qu'à l'ingénieur Pierre Courtois que Robert Vinet, président de GSI soumet le dilemme auquel il fait face concernant le proposition de la ville pour l'acquisition du Corona: que peut-on faire avec les sommes offertes ? Les deux experts consultés obtiennent un délai de quelques jours pour préparer un projet alternatif. Dans les grandes lignes :
- les interventions se limiteront aux travaux essentiels à l'exploitation de la salle dans des conditions de sécurité, de confort et de commodité raisonnables
- elles satisferont les exigences patrimoniales qui s'imposent : stabilisation et consolidation des éléments existants; seules certaines composantes disparues seront restaurées lorsque leur état de détérioration ou leur absence compromet la sécurité, la structure, le confort ou l'harmonie de la salle.
- Le projet sera exécuté en deux phases :
  - la première phase au coût de 1M$ incluant les travaux et les honoraires, visant à rendre fonctionnelle la salle à la suite d'un chantier de 9 mois permettant l'inauguration de la salle en octobre 1998.
  - la seconde phase visant la restauration de la façade, aura lieu l'année suivante, en 1999, sans entraver la tenue des spectacles et sera financée par une subvention fédérale.
- L'ingénieur Pierre Courtois agira en tant que maitre d'œuvre du chantier et le bachelier en architecture Gérald McNichols Tétreault agira en tant que conservateur en chef, supervisant les demandes de permis, les travaux de conservation/restauration du patrimoine et l'intégration des nouvelles composantes. L'architecte Jean-Pierre Grémy sera chargé de la mise en conformité et de la préparation des plans d'exécution à partir des esquisses du conservateur en chef.

Le président de Gestion Son, Image Inc. accepte la proposition et la société sans but lucratif Institut des Arts de la Scène acquiert le Théâtre Corona dans les semaines qui suivent.

### Mise en œuvre du projet - janvier 1998
Afin de répondre aux exigences patrimoniales liées à l'obtention de l'aide financière municipale et gouvernementale, le conservateur en chef prépare un avant-projet qui décrit et situe les interventions qui permettront la réhabilitation du Théâtre Corona. Cette présentation prend la forme de 12 collages effectués sur les 12 planches de relevé de l'état actuel du théâtre réalisé en 1989 par l'architecte Marie-Josée Paquet pour le compte de la SIMPA. Ce type de présentation constitue un précédent pour le Ministère de la Culture qui émet son autorisation de travaux en février 1998.
L'ingénieur Pierre Courtois, maitre d'œuvre du chantier prépare avec la collaboration du conservateur en chef Gérald McNichols Tétreault et le support d'ingénieurs spécialisés dans chacun des domaines les devis de performance qui vont correspondre à des lots de travaux qui doivent permettre la tenue de soumissions séparées et la mise en œuvre sans délai des interventions :
- électricité
- sécurité incendie
- plomberie
- chauffage/ventilation
- structure
- gicleurs d'incendie, exutoires de fumée
- sièges et banquettes
- scénographie, éclairage
- travaux généraux (conservation, restauration, loges d'artistes et salles de toilettes, aménagements et réparations, etc.)

Ces devis reçoivent l'accord de la Ville de Montréal au fur et à mesure de leur déposition. Les travaux s'effectuent sous la surveillance continue du maître d'œuvre et du conservateur en chef. Ce dernier prend les décisions sur le chantier et supervise directement le travail des artisans en restauration.

### Inauguration de la salle rénovée
Le Théâtre Corona rénové est inauguré le 5 octobre 1998 sans sa façade. L'humoriste Yvon Deschamps, originaire du quartier, qui a inauguré la nouvelle vie du Théâtre avec 100 représentations de son spectacle Comment ça, 2000 ? lors de la saison 2000-2001.
La reconstruction du mur de façade du théâtre a lieu en 1999 sous la responsabilité du maître d'œuvre Pierre Courtois et du conservateur en chef Gérald McNichols Tétreault. L'architecte Josette Michaud est responsable de la reconstruction de cette façade qui réintègre les pierres de terracotta conservées lors de la démolition. L'arche monumentale a été maintenue en place et la grande verrière a été restaurée.
En 1999, le Prix Orange de Sauvons Montréal dans la catégorie Interventions sur l'existant est attribué au Théâtre Corona et à ses artisans : la Société des arts de la scène, l'urbaniste Gérald McNichols Tétreault, les architectes Beaupré et Michaud et l'architecte Jean-Pierre Grémy.

« (…) Pendant presque trois décennies, le Corona a sombré dans l'oubli. Après de longs moments d'incertitude quant à son avenir, l'ancien cinéma, construit en 1912, a rouvert ses portes l'année dernière et accueille dorénavant des spectacles sur scène. Alors que les interventions sur le patrimoine bâti résultent trop souvent en des interprétations contemporaines du passé, les travaux effectués à l'intérieur du Corona témoignent d'une volonté de stabiliser la dégradation du bâtiment tout en assurant sa visibilité. C'est ce qui explique - en partie du moins - que l'on n'ait pas refait les œuvres murales d'Emmanuel Briffa, célèbre décorateur des salles de spectacles, qui avaient été grandement abîmées au fil des hivers.
Les travaux de reconstruction de la façade principale manifestent ce même respect des qualités intrinsèques du Corona. D'une part, l'intégration de certaines des pièces de la devanture originale a su rappeler son aspect original. Par ailleurs, l'ajout d'éléments plus contemporains tient compte des nouvelles réalités économiques et d'utilisation du bâtiment sans toutefois nuire à la compréhension de son évolution.
On ne peut que souhaiter longue vie au nouveau Corona, un projet qui contribue déjà à la revitalisation de ce secteur du Sud-Ouest sans compter qu'il redonne aux Montréalais une de ses anciennes salles de spectacles. Souhaitons qu'un tel dénouement saura inspirer d'autres salles abandonnées telles que le York - Héritage Montréal »

L'intérieur du théâtre fut endommagé en mars 2007 par un incendie.
En juillet 2010, des difficultés financières l'amènent[précision nécessaire] à céder le théâtre aux promoteurs immobiliers Dany Lavy et Stephen Shiller pour la somme de 1 750 000 $.

## Valeur patrimoniale
Selon l'historienne de l'art Jocelyne Martineau, auteure en 1987 d'une étude exhaustive sur les salles de cinéma construites avant 1940 sur le territoire de la Communauté urbaine de Montréal, les qualités patrimoniales spécifiques du Théâtre Corona "tiennent surtout à l'originalité de sa façade en arche et à l'aménagement typique des espaces intérieurs". Ces caractéristiques en font, selon Martineau, "le seul édifice montréalais représentatif de l'architecture de salles de spectacles dits populaires".

## Ouvrages cinématographiques comportant des scènes tournées au Théâtre Corona
- Le film de l'ONF réalisé par Hubert Aquin en 1962 intitulé À Saint-Henri le cinq septembre[36], montre la fréquentation nocturne de la rue Notre-Dame ouest et la devanture du Théâtre Corona encore en fonction en 1962.
- Une histoire inventée, d'André Forcier. (1990), 90 min 42 s.
- Nénette d'André Melançon, ONF (1991), 103 min 19 s. http://collections.cinematheque.qc.ca/recherche/oeuvres/fiche/17779-nenette